# Kærlighedens melodi
Kærlighedens melodi er en dansk komediefilm fra 1959 instrueret af Bent Christensen efter manuskript af Arvid Müller. Filmen bærende roller spilles af datidens populære sangduo Nina & Frederik. I filmen medvirker Louis Armstrong og hans orkester.
Filmen handler om det unge musikalske par, Susy og Peter (spillet af Nina & Frederik), der må gå meget igennem for kærligheden og musikken.

## Medvirkende (udvalg)
- Nina van Pallandt
- Frederik van Pallandt
- Preben Mahrt
- Clara Østø
- Gunnar Lauring
- Else Marie Hansen
- Holger Juul Hansen
- Chr. Arhoff